# Первооткрыватель месторождения
«Первооткрыватель месторождения» — почётное звание СССР и нагрудный знак отличия к нему, а также одноимённая ведомственная награда Министерства природных ресурсов и экологии РФ, учреждённая приказом Минприроды от 16 февраля 2011 года №36 "Об учреждении ведомственных знаков отличия Министерства природных ресурсов и экологии Российской Федерации".

## История

### СССР

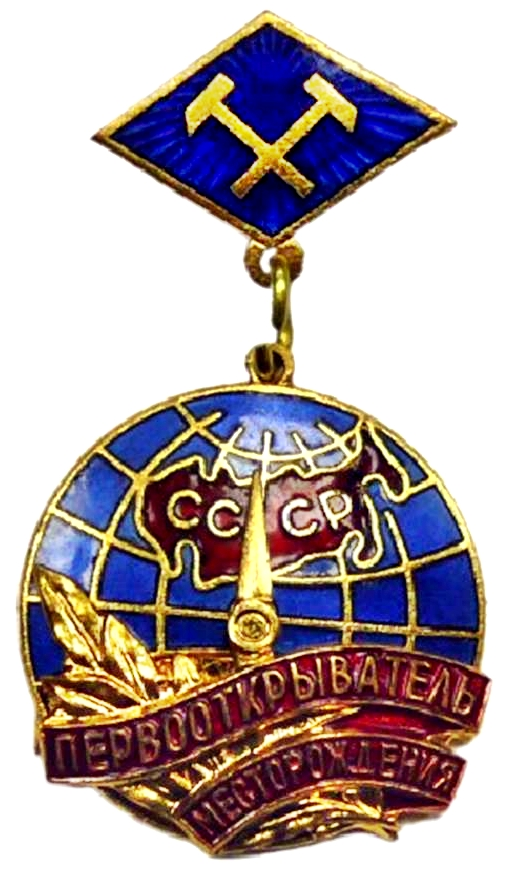
Советский нагрудный знак «Первооткрыватель месторождения»

Впервые государственные денежные вознаграждения за открытие месторождений полезных ископаемых были введены Советом Министров СССР в Положении "О государственных денежных вознаграждениях за открытие месторождений полезных ископаемых, имеющих промышленное значение" от 30 мая 1956 года № 722. 
В мае 1968 года вышло положение о награждении первооткрывателей нагрудным знаком “Первооткрыватель месторождения”. Министерством геологии СССР в 1968 году было принято решение об учреждении диплома и нагрудного знака “Первооткрыватель месторождений”, которые присуждались специальной комиссией по первооткрывательству.
В законе СССР "Об утверждении Основ законодательства Союза ССР и союзных республик о недрах" 1975 года впервые было дано законодательное определение термина "Первооткрыватель месторождения полезного ископаемого": 
Лица, открывшие имеющее промышленную ценность неизвестное ранее месторождение, а также выявившие дополнительные запасы полезных ископаемых или новое минеральное сырье в ранее известном месторождении, существенно увеличивающие его промышленную ценность, признаются первооткрывателями.
За период с 1968 по 1991 год включительно это почетное звание с выплатой денежных премий было присвоено 2378 лицам, которыми было открыто 2613 новых объектов минерального сырья.

### Россия
В России законодательное определение понятия "Первооткрыватель месторождения" было сформулировано только в 1997 году, когда министерство природных ресурсов России утвердило своим приказом № 162 от 15.10.1997 года "Положение о постоянно действующей Комиссии МПР России по государственным и поощрительным денежным вознаграждениям за выявление месторождений полезных ископаемых" и "Положении о наградном знаке "Первооткрыватель месторождений России".

## Положение о награде
Нагрудным знаком "Первооткрыватель месторождения" награждаются лица, открывшие и (или) разведавшие имеющее промышленную ценность неизвестное ранее месторождение, а также выявившие дополнительные запасы полезных ископаемых в новых, имеющих самостоятельное значение залежах, рудных телах и участках или новое минеральное сырье в ранее известном месторождении, существенно увеличивающие его промышленную ценность.
Если в открытии месторождения, дополнительных запасов в ранее известном месторождении или нового минерального сырья участвовала группа лиц, Знаком награждается персонально каждый из участников открытия.
Награждение Знаком производится в соответствии с приказом Минприроды России по представлению руководителя Федерального агентства по недропользованию.
Вручение Знака и удостоверения к нему производится в торжественной обстановке Министром природных ресурсов и экологии Российской Федерации или по его поручению другими должностными лицами.

## Правила ношения
Знак носится на правой стороне груди и располагается ниже государственных наград Российской Федерации.

## Описание награды
Нагрудный знак "Первооткрыватель месторождения" представляет собой серебряный медальон округлой формы диаметром 22 мм в виде макета земного шара с сеткой параллелей и меридианов, на котором отображена карта России, где выпукло показаны горные области Кавказа, Урала, Алтая, Саян, Сихоте-Алиня, Корякского нагорья и Черского хребта. Ниже карты России изображены перекрещенные геологический молоток и кайло. По кругу Знака надпись: "Первооткрыватель месторождения".

## Известные первооткрыватели
- Абазаров, Владимир Алексеевич
- Абашидзе, Константин Иосифович
- Акишев, Токиш Акишевич
- Григорьев, Николай Иванович
- Дедюхин, Борис Спиридонович
- Дикарев, Руслан Георгиевич
- Елагина, Екатерина Николаевна
- Ерофеев, Борис Никонович
- Каржавин, Николай Акимович
- Китаев, Григорий Георгиевич
- Кужахметов, Радек Искаирович
- Лихт, Феликс Рузикович
- Нестеров, Василий Нестерович
- Норкин, Григорий Иванович
- Павлинов, Валентин Николаевич
- Паньков, Александр Михайлович
- Попов, Виктор Васильевич
- Попугаева, Лариса Анатольевна
- Ровнин, Лев Иванович
- Рыбьяков, Борис Леонидович
- Сарсадских, Наталия Николаевна
- Седлецкий, Владимир Иванович
- Степанян, Тигран Михайлович
- Требс, Рудольф Вольдемарович
- Торегали Айниязович Кадыров
- Чернов, Георгий Александрович
- Эрвье, Рауль-Юрий Георгиевич
- Юдин, Альберт Григорьевич